# Haviva Reik
Marta Haviva Reik (Nadabula, 22 giugno 1914 – Kremnička, 20 novembre 1944) è stata una militare britannica, una dei 32 o 33 paracadutisti inviati dall'Agenzia Ebraica e dall'MI9 britannico in missione militare nell'Europa occupata dai nazisti.
Reik si recò in Slovacchia nell'autunno del 1944 e lavorò insieme alla popolazione ebraica locale per organizzare la resistenza contro l'occupazione tedesca. I tedeschi, a loro volta, organizzarono le forze per contrastare la resistenza ebraica. Haviva, insieme ad altri paracadutisti e partigiani, furono catturati nel novembre 1944, quindi uccisi e sepolti in una fossa comune.

## Biografia
Nacque nel villaggio slovacco di Nadabula ed è cresciuta a Banská Bystrica. Si unì al movimento giovanile Hashomer Hatzair. Nel 1939 rispose all'aliyah, emigrando nell'allora Palestina mandataria, dove si unì al kibbutz Ma'anit e successivamente si arruolò nel Palmach, l'élite d'assalto dell'organizzazione militare clandestina Haganah.
Nel 1942, il Dipartimento della Difesa dell'Agenzia Ebraica preparò un piano per inviare gli ebrei dalla Palestina come agenti nei territori controllati dai nazisti per lavorare a contatto con le comunità ebraiche: per la riuscita, i britannici avevano bisogno di persone che parlassero le lingue dei Paesi occupati e che avessero familiarità con le diverse culture, per raggiungere questo scopo fu chiesto al Palmach di fornire le persone con le giuste qualità da impiegare nelle operazioni speciali e con una precedente conoscenza dell'Europa centrale, sia donne che uomini, la Reik fu una tra quelle accettate. Si unì alla Women's Auxiliary Air Force (WAAF), prestando servizio con il nome 2992503 ACW.2 "Ada Robinson". Si unì poi allo Special Operations Executive (SOE) per l'addestramento, compreso il corso di paracadutismo e fu promossa sergente.
Reik era sposata con Avram Martonovic ma separata, sui documenti britannici il suo nome era indicato come Martha Martinovich.

### Operazione in Slovacchia

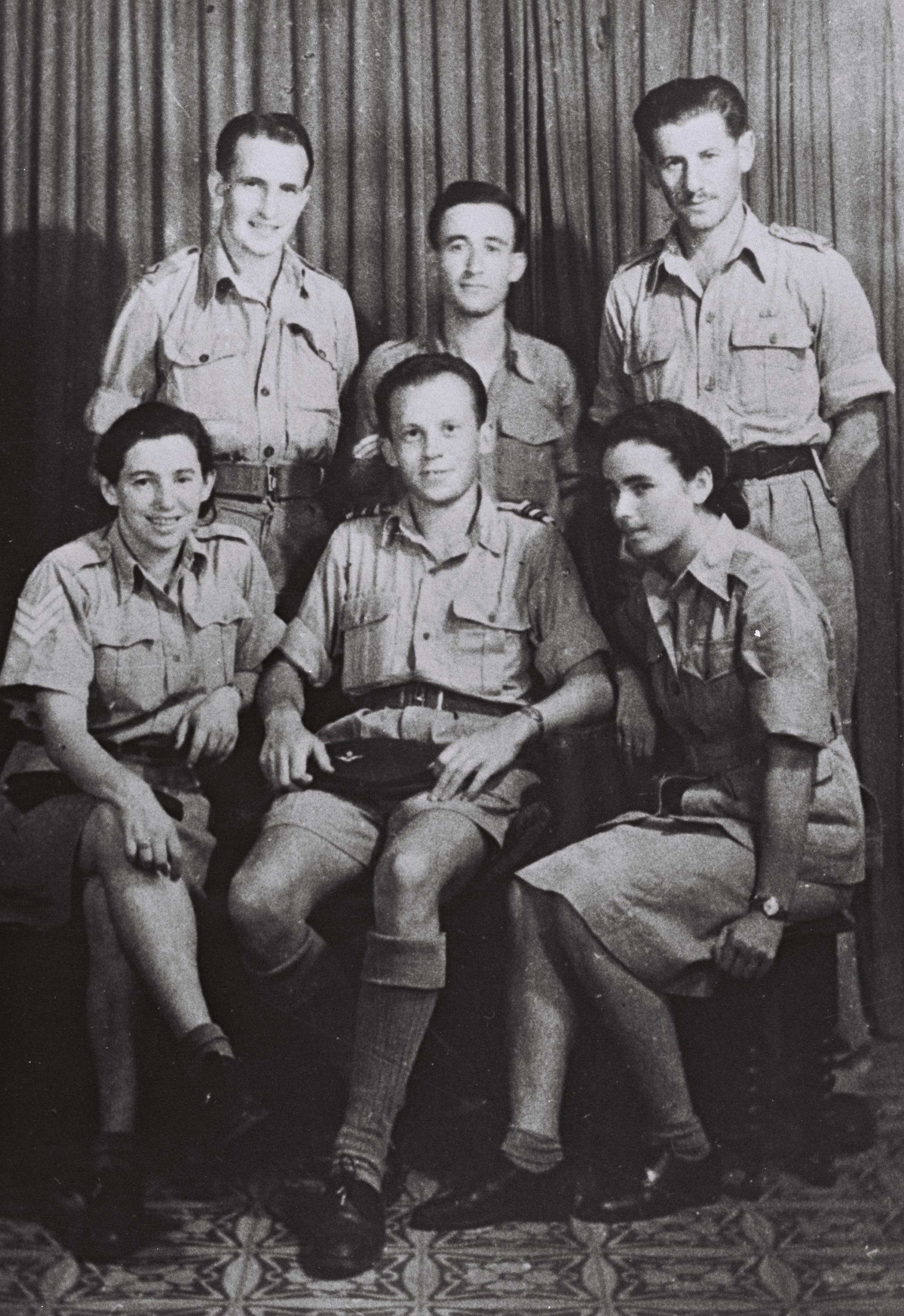
Reik con altri paracadutisti ebrei. Da destra a sinistra, fila superiore: Reuven Dafni, Zadok Doron, Abba Berdichev. In basso: Sara Braverman, Arieh Fichman, Haviva Reik.

La missione consisteva nel paracadutarsi all'interno del territorio controllato dai nazisti: data la pericolosità prevista, prima di partire, Reik confessò agli amici la sua paura di non ritornare. All'epoca, in Slovacchia era scoppiata un'insurrezione contro il Partito Popolare Slovacco di Hlinka (in slovacco: Hlinkova Slovenská Ľudová Strana, HSLS) centrata nella regione di Banská Bystrica; la rivolta era iniziata nella primavera del 1944 spinta dal Partito Agrario Cecoslovacco, da una parte del Partito Socialdemocratico, dal Partito Comunista, da alcuni nazionalisti slovacchi e da alcuni ufficiali dell'esercito. Alla fine del dicembre 1943 questi gruppi si erano allineati al Consiglio Nazionale Slovacco (in slovacco: Slovenská národná rada, SNR) con l'obiettivo di rovesciare il governo fantoccio tedesco e separare la Slovacchia dall'Asse.
Esistevano delle cellule ebraiche clandestine armate in ciascuno dei campi di lavoro slovacchi, all'inizio del 1944 stabilirono un contatto con lo SNR entrando così a far parte del movimento stesso. L'insurrezione doveva coincidere con l'avanzata degli Alleati, in particolare dell'Armata Rossa. Inizialmente i partigiani furono favoriti dagli eventi, fu così che il 28 agosto i nazisti decisero di invadere la Slovacchia per eliminare l'insurrezione.
Reik e gli altri membri del suo gruppo si addestrarono in Palestina. La prima volta che dovette lanciarsi dall'aereo, aveva una mano ferita per un incidente nell'addestramento e i suoi istruttori temevano che non fosse in grado di gestire il paracadute; tuttavia effettuò il salto con poche preoccupazioni apparenti. Dopo l'addestramento, Reik e il suo gruppo vennero trasportati a Il Cairo per la partenza per la missione.
La notte del 14 settembre 1944, Rafi Reiss, Zvi Ben-Yaakov e Haim Hermesh si paracadutarono in Slovacchia, nome in codice Operazione Amsterdam. Reik aveva progettato di unirsi al gruppo, ma le autorità britanniche le rifiutarono il permesso: sapevano che i tedeschi erano in possesso delle copie dei loro ordini permanenti nei quali vietavano alle donne soldato di attraversare le linee nemiche e quindi pensavano che se fosse stata catturata sarebbe stata quasi certamente giustiziata come spia piuttosto che fatta prigioniera come soldato. Haim Hermesh ricordò in seguito che Reik scoppiò in lacrime e disse:"Che ne sarà di me? Avevamo promesso che saremmo andati tutti e quattro insieme!".
I tre paracadutisti partiti atterrarono sani e salvi e si diressero a Banská Bystrica dove trovarono la Reik già lì ad aspettarli, al lavoro con gli ebrei locali. Quattro giorni dopo essersi lanciati, la Reik si era unito a un gruppo di ufficiali americani e britannici che stavano andando in Slovacchia, nell'ambito dell'Operazione Leadburn. Alla fine del mese si unì un quinto paracadutista, Abba Berdiczew, equipaggiato con le attrezzature radio necessarie.
A Banská Bystrica, Haviva e gli altri si impegnarono nelle attività di soccorso e salvataggio. Reik aiutò a organizzare i vari gruppi ebraici nella resistenza risolvendo le dispute interne e prestando anche assistenza finanziaria. Il gruppo si prefiggeva anche di aiutare gli ebrei a fuggire in Palestina, organizzò una mensa per i poveri, un centro per i rifugiati e facilitò la fuga dei bambini ebrei verso la Palestina passando dall'Ungheria. Grazie ai legami con i gruppi partigiani e di resistenza, riuscirono a salvare alcuni piloti alleati abbattuti.

### Cattura
I tedeschi inviarono un gran numero di soldati per stroncare la resistenza ebraica. Alla fine di settembre, lo SS-Obergruppenfuhrer Gottlob Berger fu sostituito da Hermann Hofle, SS-Obergruppenfuhrer HSSPF. Per reprimere la ribellione utilizzarono anche le truppe ucraine delle Waffen-SS, tra cui pare ci fosse John (Ivan) Demjanjuk.
Il 23 ottobre 1944, i tedeschi stavano avanzando e il gruppo di Reik decise di fuggire da Banská Bystrica verso il villaggio di Pohronský Bukovec con circa 40 ebrei, costruirono un campo in montagna dove poi i tedeschi catturarono Reik, Reiss e Ben-Yaakov.
Reik e Reiss furono uccisi il 20 novembre vicino a Banská Bystrica, durante gli eventi del massacro di Kremnička e furono sepolti in una fossa comune. Abba Berdiczew fu deportato nel campo di concentramento di Mauthausen-Gusen e successivamente ucciso. Haim Hermesh riuscì a fuggire, continuò a combattere al fianco dei partigiani e con l'Armata Rossa, in seguito ritornò in Palestina.

## Commemorazione

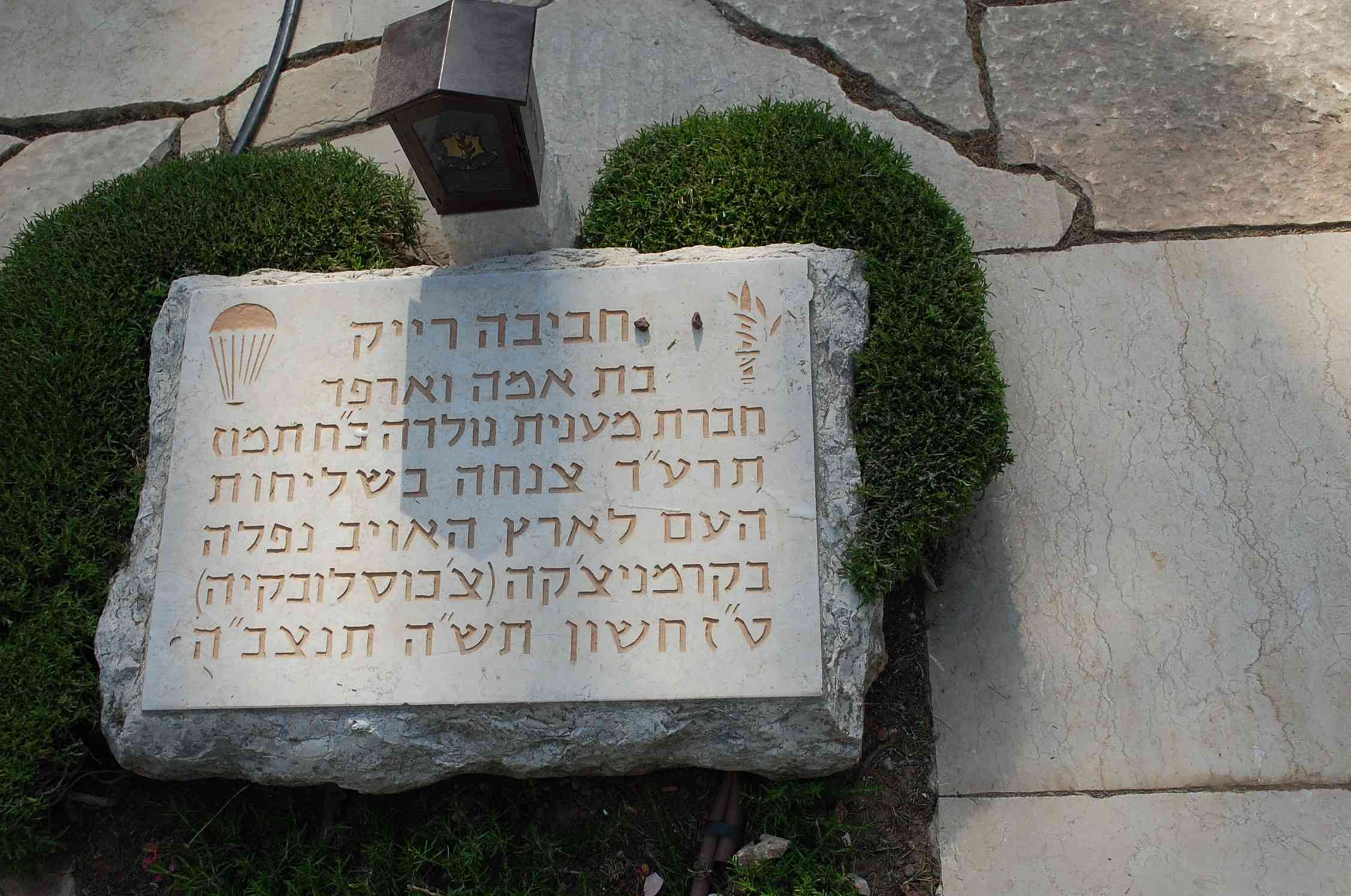
Lapide di Haviva Reik

Dopo la guerra, nel settembre 1945, i corpi di Reik e Reiss furono riesumati e sepolti nel cimitero militare di Praga. Il 10 settembre 1952, i resti di Haviva Reik furono sepolti nel cimitero militare del Monte Herzl a Gerusalemme, insieme a Szenes e Reiss. 
Il suo nome è ricordato dal Kibbutz Lehavot Haviva, dall'istituto Givat Haviva, da una varietà di gerbera, dalla nave Aliyah Bet e numerose strade presenti in Israele.